# Ізабелла II
Ізабелла II (ісп. Isabel II, María Isabel Luisa de Borbón y Borbón-Dos Sicilias; 10 жовтня 1830, Мадрид, Іспанія — 9 квітня 1904, Париж, Франція) — королева Іспанії (з 1833 року, з 1837 — перший конституційний монарх країни), дочка Фернандо VII і Марії Христини Неаполітанської.

## Ранні роки

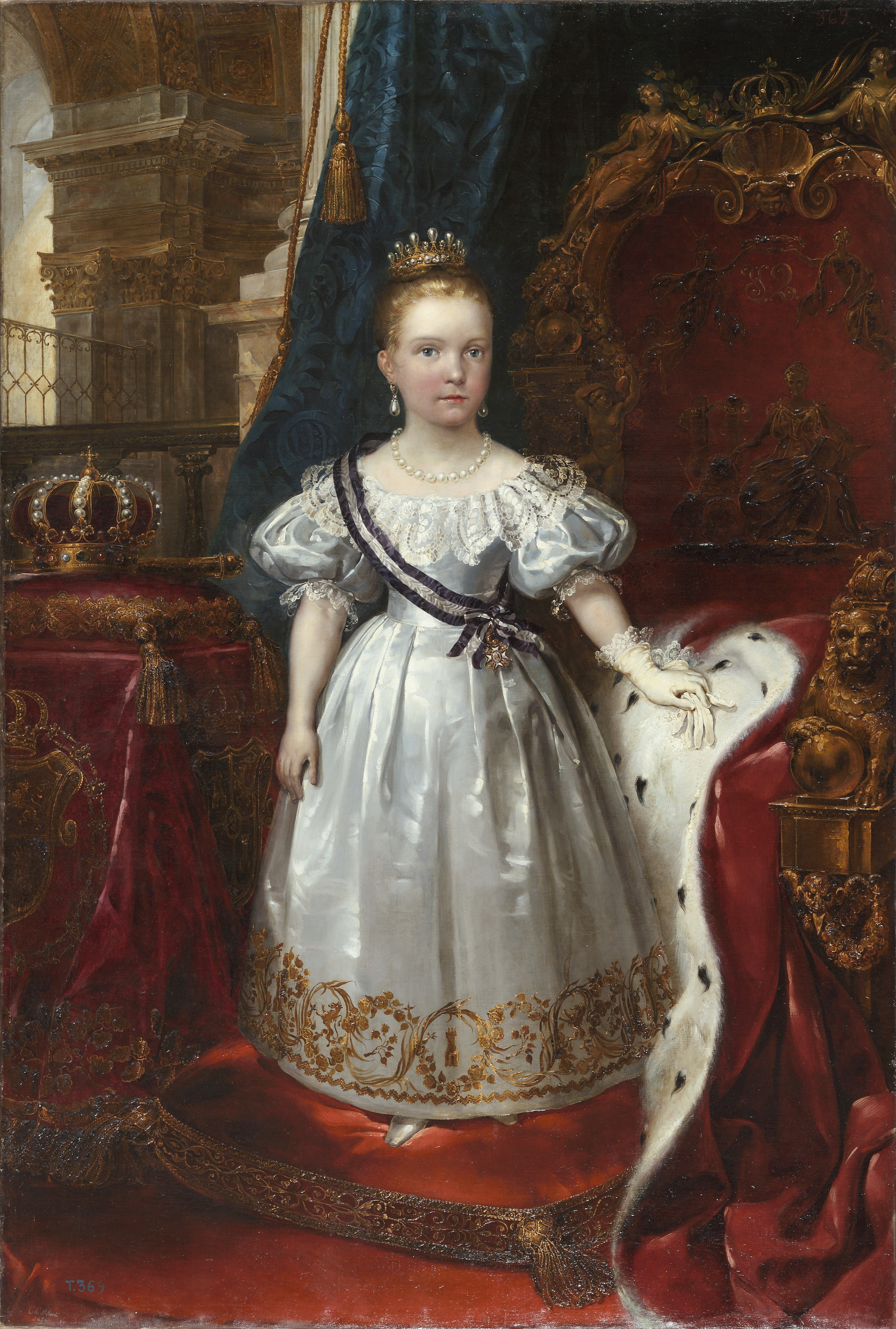
Ізабелла II у віці близько п'яти років із перев'язом Ордену Королеви Марії Луїзи

Принцеса Ізабелла народилася 10 жовтня 1830 року в Королівському палаці Мадрида та була старшою дитиною короля Фернандо VII та королеви Марії Крістіни. У перші роки принцесою опікувалася гувернантка Марія дель Кармен Мачін-і-Ортіс де Сарате.
29 вересня 1833 року король Фернандо помер. Трирічна Ізабела була проголошена королевою Іспанії, оскільки її батько видав Прагматичну санкцію, якою скасував дію в Іспанії салічного права, за яким престол міг успадковувати тільки чоловік. Регенткою при малолітній королеві призначили її матір — Марію Крістіну.
Одразу ж після вступу на престол проти Ізабелли розпочав війну її дядько Карлос Марія Ісідро, брат покійного короля Фернанда, який виступав проти скасування салічного права і, відповідно, прагнув посісти іспанський престол. Унаслідок першої карлістської війни, що тривала до 1840 року, сили Карлоса вдалося витіснити з Іспанії, а Ізабелла залишилася на престолі.
У роки регентства Марії Крістіни вагомий вплив на політику мали іспанські ліберали, які 1837 року ухвалили Конституцію.
1840 року Марія Крістіна зреклася регентства на одного з лідерів карлістської війни Бальдомеро Еспартеро, який став новим регентом королеви. 1843 року Еспартеро був усунений військовими, зокрема, генералами Леопольдо О'Доннеллом та Рамоном Марія Нарваесом. Вони сформували уряд на чолі з Хоакіном Марія Лопесом. Цей уряд закликав проголосити Ізабеллу II повнолітньою вже у віці 13 років.

## Самостійне правління

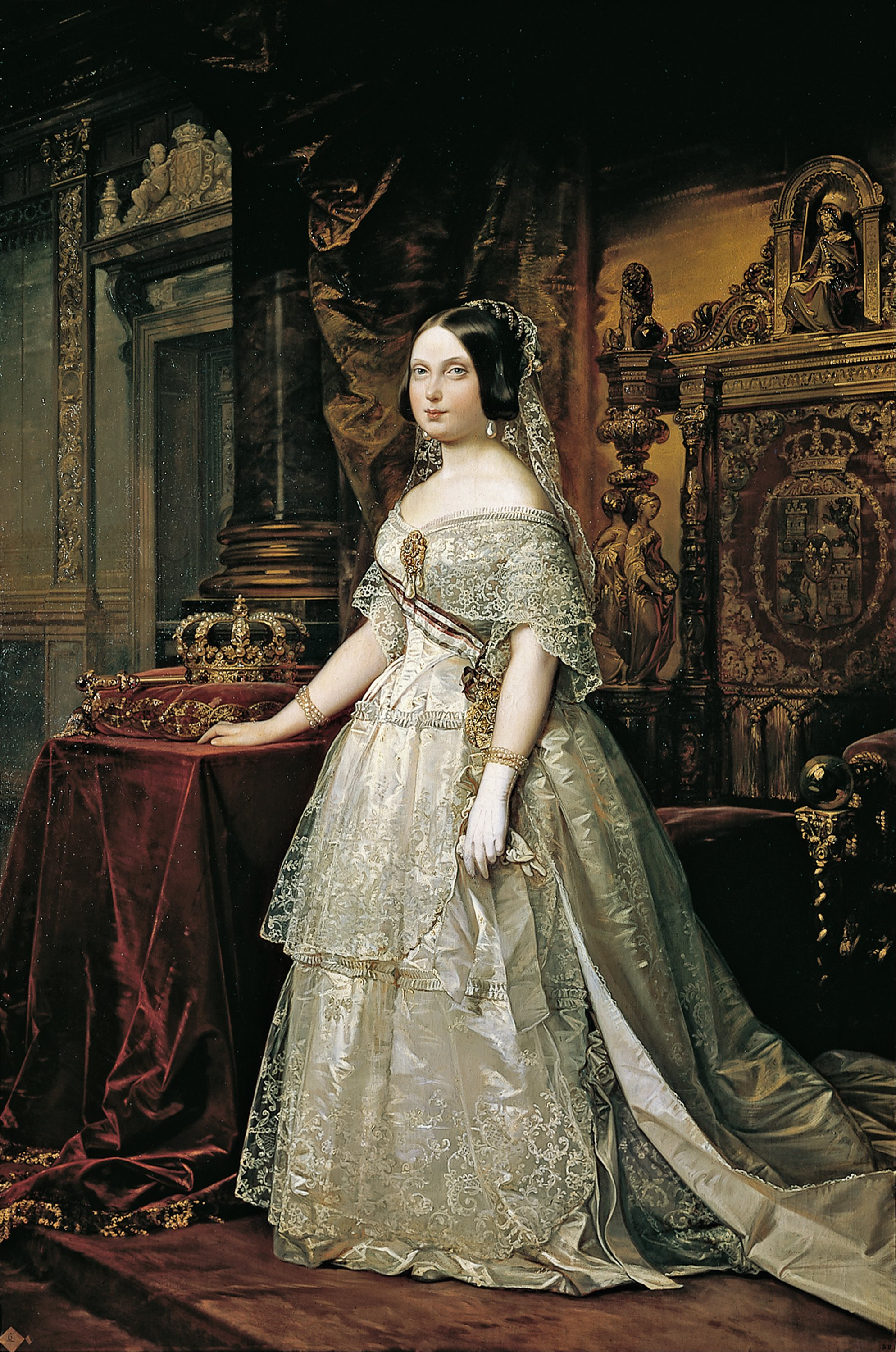
Ізабелла II. Робота Федеріко де Мадрасо, 1844

Ізабелла була проголошена повнолітньою, стала самостійною королевою та присягла на Конституції 1837 року у віці 13 років. Проте ще до її вступу на престол альянс поміркованих та прогресистів, що повалив владу Еспартеро в 1843 році, почав розпадатися. Сама ж королева іноді відігравала певну роль у формуванні урядів, підриваючи діяльність прогресистів. Після короткочасного правління уряду Салустіано де Олосага-і-Алмандоса помірковані обрали свого кандидата — Педро Хосе Підаля. Олосага у відповідь розпустив Кортеси; при цьому стали поширюватися чутки про те, що королеву змушують підписати королівський указ. Проти Олосаги розпочався судовий процес.
З 1844 року значний вплив на політику здійснював генерал Нарваес. Він здійснив конституційні реформи, які змінили систему управління державою порівняно з Конституцією 1837 року, зокрема, було зміцнено владу монарха.
1846 року Ізабелла II за примусом поміркованих депутатів була змушена одружитися зі своїм двоюрідним братом — Франсіском де Асісом Бурбоном. Проте вона його не кохала й іноді показувала це публічно. 1847 року королева показала свою любов до генерала Франсіско Серрано й готовність розлучитися з чоловіком. Нарваес та королева Марія Крістіна розв'язали це питання: Серрано відправили в Гранаду на посаді генерал-капітана. Крім того, пізніше карлістська партія стверджувала, що син і наступник Ізабелли, Альфонсо XII, був народжений не від Франсіско де Асіса, а від капітана гвардії Енріке Пуігмольто-і-Маянс.
Одруження Ізабелли II із Франсіско де Асісом Бурбоном спричинило початок другої карлістської війни. Карлос Марія Ісідро, дядько королеви, вважав, що його син, Карлос Луїс де Бурбон, може одружитися з королевою, і таким чином карлісти будуть при владі, а інтереси обох сторін будуть задоволені. Однак Ізабелла одружилася із Франсіско де Асісом, і після цього в 1846 році на півночі Іспанії розпочалися заворушення на чолі з Рамоном Кабрерою, придушити які вдалося лише в 1849 році.
На період правління Ізабелли II також припав період революцій 1848—1849 років, які поширилися також на Іспанію. Тоді Рамон Нарваес був уповноважений придушувати будь-які народні повстання.

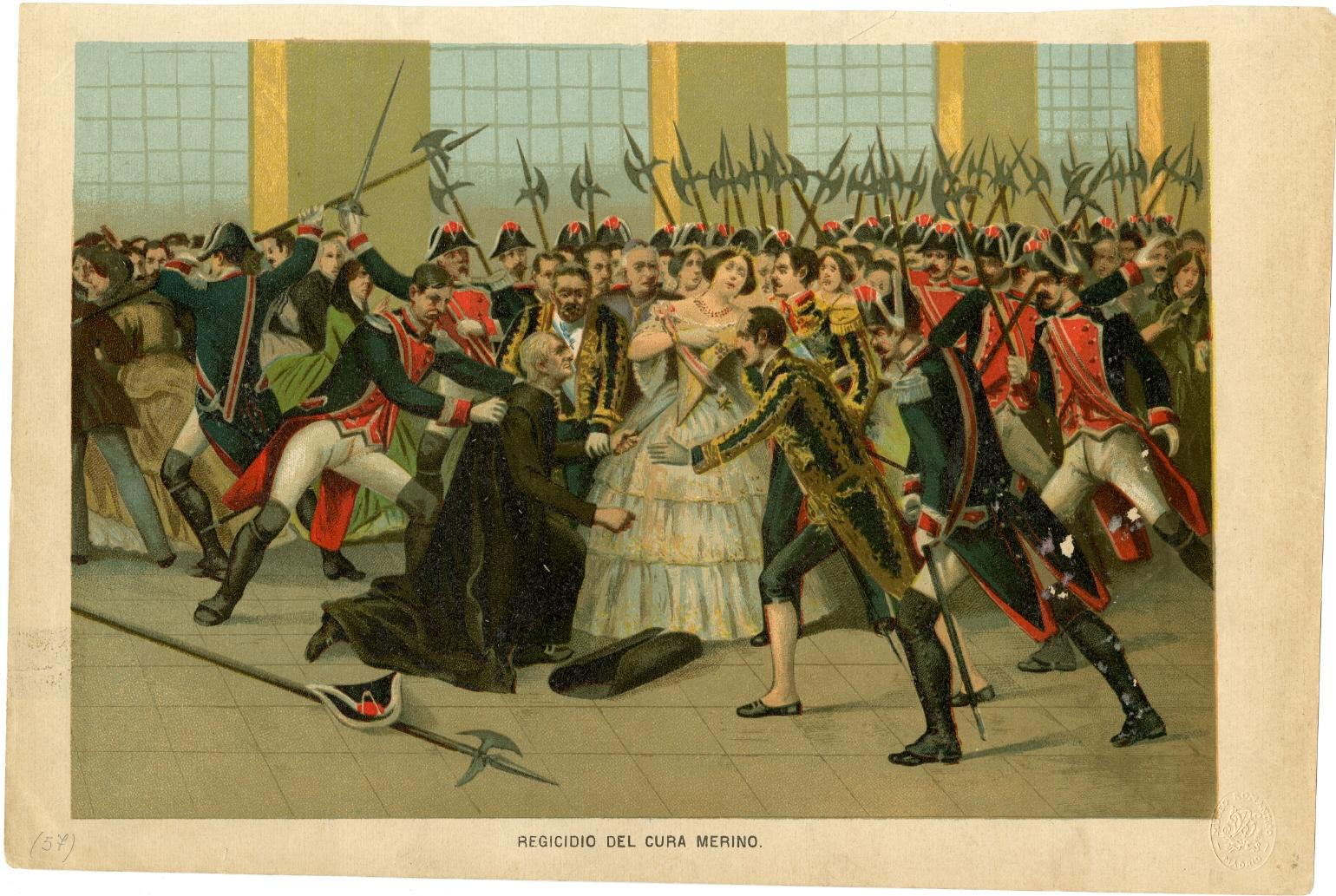
Замах на королеву 2 лютого 1852 року

2 лютого 1852 року, коли королева виходила із каплиці в Королівському палаці, до неї підійшов священник та активіст-ліберал Мартін Меріно-і-Гомес нібито щоб повідомити їй новину. Проте підійшовши, він здійснив замах на королеву, намагаючись вдарити її ножем у груди. Сила удару була зменшена золотою вишивкою на сукні та китовими вусами корсета, тому замість поранення грудей замах обійшовся порізом на правій частині живота. Меріно схопили гвардійці, а за кілька днів його стратили гаротою.

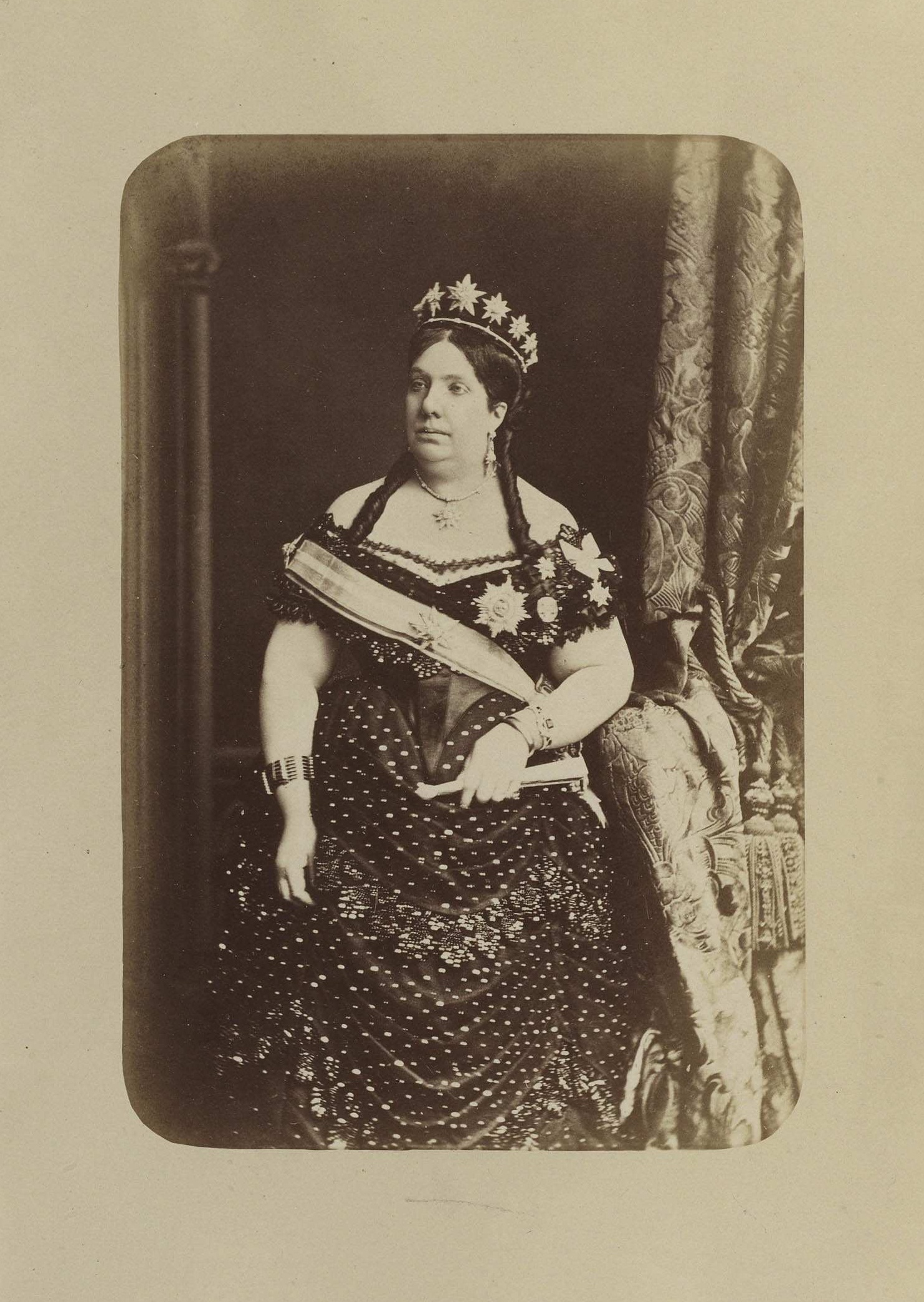
Королева Ізабелла II. Фотографія 1868 року

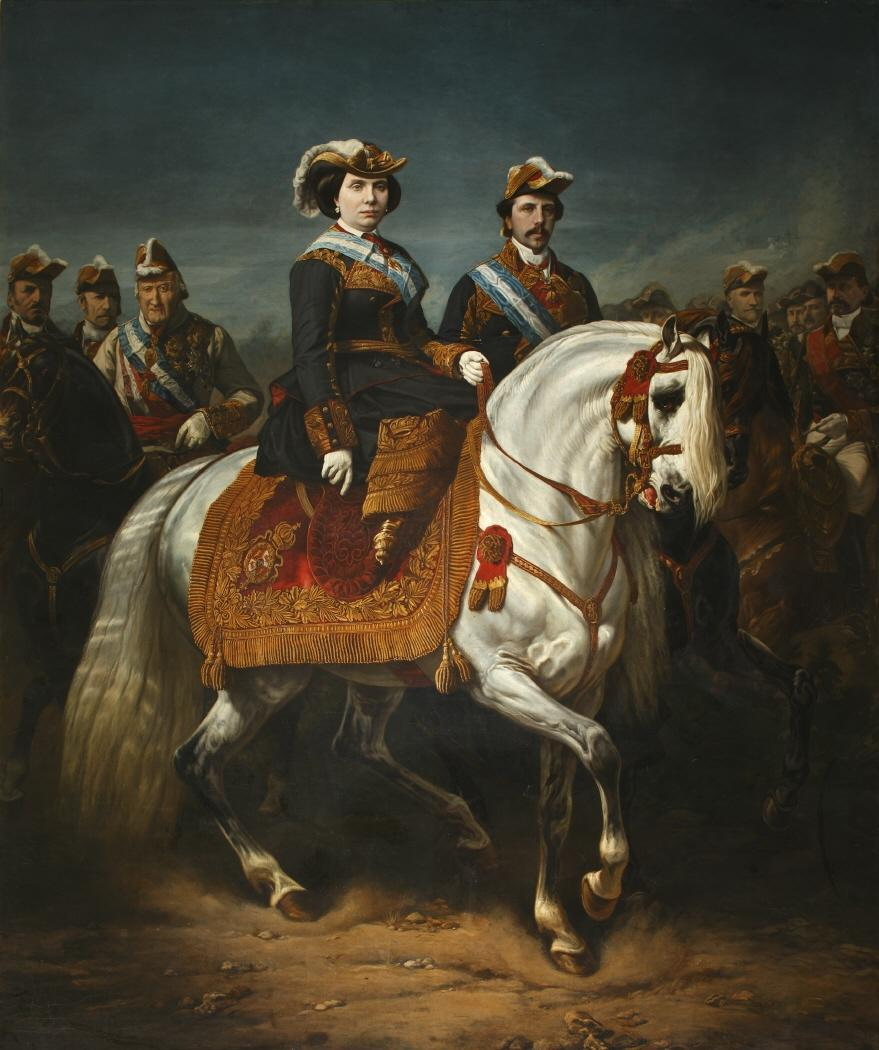
Шарль Потіон. Ізабелла II керує військовим оглядом, 1867. На передньому плані картини зображено королеву Ізабеллу та її чоловіка

Становище Іспанії погіршилося за правління уряду Луїса Хосе Сарторіуса, чия влада трималася переважно на підтримці королівського двору. 28 червня 1854 року військові здійснили бунт у Вікальваро (район Мадрида) за участі О'Доннелла з метою змусити королеву звільнити Сарторіуса. Результат бунту був неоднозначним, тому О'Доннелл став шукати підтримки серед цивільних, обіцяючи їм проведення реформ. Незабаром народні маси почали виходити на масштабні акції, які переродилися в революцію. На вулицях з'явилися барикади. У таких умовах Ізабеллі II порадили призначити прем'єр-міністром Еспартеро, який користувався народною підтримкою.
Еспартеро розробив проєкт нової ліберальної Конституції, яку планували прийняти в 1856 році, проте це не було зроблено через новий переворот, очолений О'Доннеллом.
Наприкінці правління Ізабелли II Іспанія провела кілька військових кампаній. У 1859—1860 роках відбулася успішна іспансько-марокканська війна. У 1861—1865 роках Іспанія окупувала Домініканську республіку, проте, врешті-решт, втратила її. В іспансько-південноамериканській війні 1864—1866 років за острови Чінча, Кальяо, Вальпараїсо Іспанія зазнала поразки від Перу та Чилі — своїх колишніх колоній.

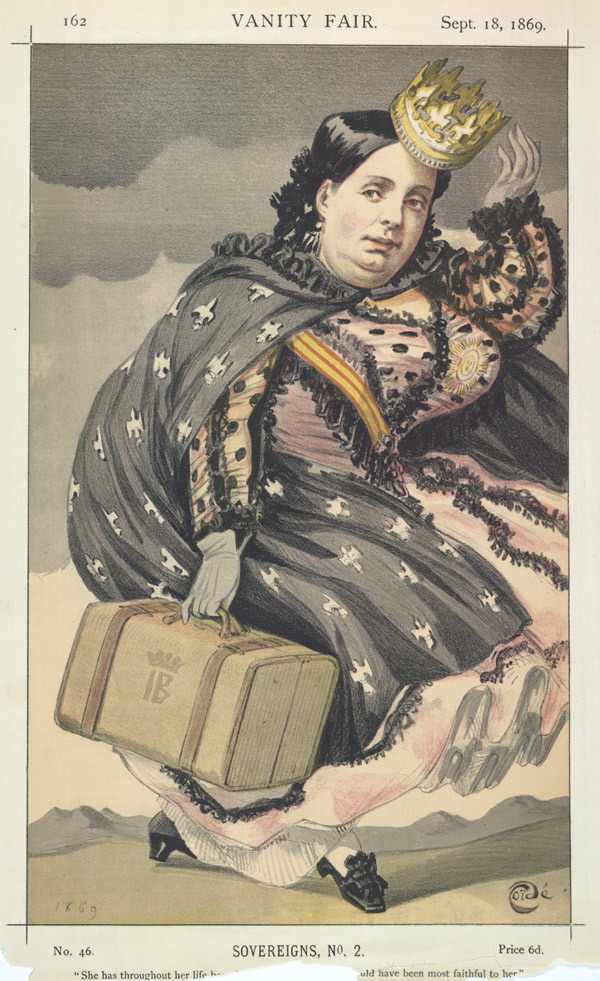
Карикатура американського журналу «Vanity Fair» на втечу Ізабелли II з Іспанії, 1869

У серпні 1866 року в Бельгії Демократична та Прогресивна партії за ініціативи Жоана Прима уклали угоду та створили Ліберальний союз, метою якого було повалення Ізабелли II. Через претензії на престол та зв'язки з Ліберальним союзом 7 липня 1868 року Ізабелла II вигнала з Іспанії свою сестру Луїзу Фернанду та її чоловіка Антуана Орлеанського, що був сином колишнього французького короля Луї-Філіппа I. Того літа королева, як зазвичай, покинула столицю й вирушила на відпочинок до Сан-Себастьяна. Вона мала зустрітися з французьким імператором Наполеоном III та його дружиною імператрицею Євгенією. Проте вони приїхали до Іспанії невчасно. Згодом зустріч була скасована через початок повстання військових, підтримуваних цивільними, у Кадісі. Розпочалася Славна революція.
Сили королеви Ізабелли, очолювані Мануелем Павіа-і-Ласі, зазнали поразки у революційних сил маршала Серрано у битві при Альколеї. 30 вересня королева була змушена тікати з Іспанії. Разом із чоловіком вона сіла на потяг і вирушила до Біаррица у Франції.

## У вигнанні

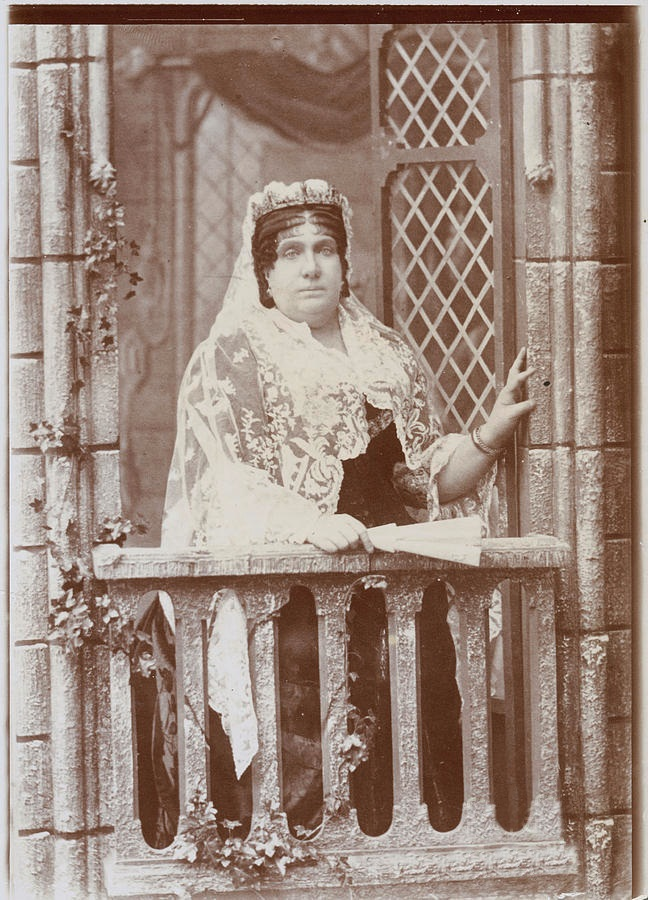
Королева Ізабелла у вигнанні. Фотографія 1870-х років

Після прибуття до Франції королева та її чоловік провели 5 тижнів у замку По, а 8 листопада приїхали до Парижа. 25 червня 1870 року Ізабелла II зреклася прав на іспанський престол на користь свого сина Альфонсо. Також королева офіційно розлучилася зі своїм чоловіком.
Коли в 1870 році престол Іспанії зайняв Амадей I, син італійського короля Віктора Еммануїла II, колишня королева помирилася зі своїм швагром, Антуаном Орлеанським.
У 1874 році монархія в Іспанії відновилася під керівництвом сина Ізабелли — короля Альфонса XII.
З 1875 року Ізабелла жила в стосунках зі своїм секретарем Раміро де ла Пуенте Гонсалес-Нандіном.
У липні 1876 року, після прийняття нової Конституції, їй дозволили повернутися до Іспанії. Вона проживала в Сантандері та Ескоріалі, потім перебралася до Севільї. 13 жовтня їй дозволили на кілька годин приїхати до Мадрида.
1877 року Ізабелла повернулася до Парижа й жила у палаці Кастилья. Згодом кілька разів вона відвідувала Севілью.
У червні 1901 року Ізабелла написала свій заповіт, у якому бажала бути похованою в Ескоріальському монастирі поруч з іншими іспанськими монархами.
9 квітня 1904 року о 8:45 ранку колишня королева померла в Парижі від застуди. Поховали її, згідно із заповітом, в Ескоріалі.

## Родина

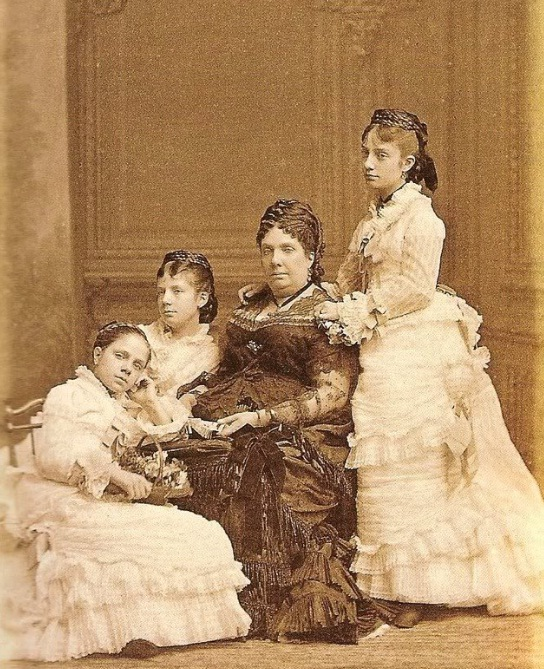
Королева Ізабелла з трьома молодшими дочками. Фотографія 1875 року

1846 року Ізабелла II одружилася зі своїм двоюрідним братом Франсіско де Асісом Бурбоном. Королева була вагітна 20 разів, проте вижило лише 5 дітей:
- Ізабелла (1851—1931) ∞ Гаетано Бурбон-Сицилійський
- Альфонсо XII (1857—1885)
- Марія дель Пілар Іспанська (1861—1879)
- Марія де ла Пас Іспанська (1862—1946) ∞ Людвіг Фердинанд Баварський
- Еулалія (1864—1958) ∞ інфант Антоніо, герцог Галльєра.

## Нагороди
- Іспанія: Орден Королеви Марії Луїзи[31]
- Австрійська імперія:
  - Королівський угорський орден Святого Стефана[32]
  - Благородний орден Зоряного хреста[32]
- Бразильська імперія:
  - Орден Хреста[32]
  - Орден Південного Хреста[32]
- Франція:
  - Орден Святого Духа
  - Орден святого Михайла
  - Орден Почесного легіону[32]
- Баварське королівство:
  - Орден Святого Губерта[32]
  - Орден Терези[32]
  - Орден Святої Єлизавети[32]
- Саксен-Веймар-Айзенах: Орден Білого Сокола[33]
- Саксонське королівство:
  - Орден Рутової корони
  - Орден Сидонії
  - Орден Марії Анни[32]
- Грецьке королівство: Орден Спасителя[32]
- Італійське королівство:
  - Вищий орден Святого Благовіщення
  - Орден Святих Маврикія та Лазаря
  - Орден Корони Італії[32]
- Ватикан: Верховний орден Христа[32]
- Королівство Обох Сицилій:
  - Орден Святого Януарія[34]
  - Константинівський орден Святого Георгія
- Мексика:
  - Національний орден Гваделупи[35]
  - Імперський орден Святого Карла[36]
- Монако: Орден Святого Карла[32][37]
- Португальське королівство:
  - Орден Непорочного зачаття Діви Марії Віла-Висозької
  - Орден Вежі й Меча
  - Орден Святої Ізабелли[32]